# Theresa Records
Theresa Records was een Amerikaans platenlabel voor jazz, dat rond 1976 werd opgericht door Allen Pittman. Het label was gevestigd in El Cerrito, Californië, en was actief tot ongeveer 1988. Artiesten van wie muziek op het label werd uitgebracht waren onder meer Babatunde Lea, Pharoah Sanders, Idris Muhammad, Rufus Reid, Joe Bonner, John Hicks, Nat Adderley, George Coleman, Bobby Hutcherson en Cedar Walton. De meeste albums zijn inmiddels door Evidence Music op cd heruitgebracht.